# Ana Ivanović/Tennissaison 2008
Dieser Artikel zeigt die Tennissaison 2008 von Ana Ivanović. Sie begann das Tennisjahr 2008 in Sydney, zu diesem Zeitpunkt stand sie auf dem 4. Weltranglistenplatz.

## Jahres-Zusammenfassung
Ivanović begann das neue Tennisjahr in Sydney, wo sie im Halbfinale Justine Henin unterlag. Beim ersten Höhepunkt des Jahres, den Australian Open, spielte sie sich bis ins Finale vor, wobei sie nur einen Satz abgab. Das Finale verlor sie dann gegen Marija Scharapowa nach zwei Sätzen. Danach spielte sie im Fed Cup, wo sie mit drei Siegen zum Erfolg und dem Erreichen der Play-offs zur Weltgruppe II beitrug. In Doha erlitt sie eine Verstauchung des linken Fußknochels, weshalb sie zu ihrem Achtelfinalspiel nicht antrat. Ihren ersten Turniertriumph des Jahres feierte sie bei den Pacific Life Open in Indian Wells.
Ihre Sandplatzsaison begann mit dem Erreichen des Halbfinals der German Open in Berlin, welches die gegen Jelena Dementjewa verlor. Nach einem frühen Aus in Rom, spielte sie bei den French Open. Hier gab sie in den ersten fünf Runden keinen einzigen Satz ab, erst im Halbfinale gegen Jelena Janković verlor sie den zweiten Satz. Im Finale triumphierte sie gegen Dinara Safina mit 6:4 und 6:3. Es war ihr ersten Grand-Slam-Titel, der sie erstmals zur Weltranglistenführenden machte. (Video: Endspiel)
An einem Vorbereitungsturnier für Wimbledon nahm sie nicht teil. Aufgrund ihrer Erfolge war sie in Wimbledon erstmals bei einem Grand-Slam-Turnier auf Platz eins gesetzt. In der dritten Runde schied sie gegen die Weltranglisten 133. Zheng Jie aus.
Die zweite Saisonhälfte war der Gegensatz zur Ersten. Meistens schied sie in der ersten oder zweiten Runde aus. Nur beim vorletzten Turnier der Saison Ende Oktober in Linz triumphierte sie wieder. Im Finale besiegte sie Wera Swonarjowa mit 6:2 und 6:1.
Wegen einer Daumenverletzung konnte sie an den olympischen Sommerspielen in Peking nicht teilnehmen. Sie bezeichnete diesen Umstand als: „This is one of the worst moments of my career“ (Das ist einer der schlimmsten Momente meiner Karriere).

## Gesamte Spiele
| 1R | 2R | 3R | AF | VF | HF | F | S |  | 1S | 2S | 3S |  | S | N |  | K1 |

(R#) Runde 1, 2, 3, (AF) Achtelfinale, (VF) Viertelfinale, (HF) Halbfinale, (F) Finale, (S) Sieg, (N) Niederlage, (K1) Kontinentalgruppe 1
(S#) Spiel 1, 2, 3

### Einzel
| Turniere | Spiele | Runde | Gegnerin            | Rang    | S/N      | Ergebnis         |
| --- | ------ | ----- | ------------------- | ------- | -------- | ---------------- |
| Medibank International Sydney, Australien Tier II Hartplatz 6. – 12. Januar 2008                                         | –      | 1R    | Freilos             | Freilos | Freilos  | Freilos          |
| Medibank International Sydney, Australien Tier II Hartplatz 6. – 12. Januar 2008                                         | 1      | AF    | Virginie Razzano    | 30      | S        | 6:1, 2:6, 7:5    |
| Medibank International Sydney, Australien Tier II Hartplatz 6. – 12. Januar 2008                                         | 2      | VF    | Katarina Srebotnik  | 28      | S        | 6:3, 3:6, 6:2    |
| Medibank International Sydney, Australien Tier II Hartplatz 6. – 12. Januar 2008                                         | 3      | HF    | Justine Henin       | 1       | N        | 2:6, 6:2, 4:6    |
| |        |       |                     |         |          |                  |
| Australian Open Melbourne, Australien Grand Slam Hartplatz 14. – 27. Januar 2008                                         | 4      | 1R    | Sorana Cîrstea      | 106     | S        | 7:5, 6:3         |
| Australian Open Melbourne, Australien Grand Slam Hartplatz 14. – 27. Januar 2008                                         | 5      | 2R    | Tathiana Garbin     | 40      | S        | 6:0, 6:3         |
| Australian Open Melbourne, Australien Grand Slam Hartplatz 14. – 27. Januar 2008                                         | 6      | 3R    | Katarina Srebotnik  | 27      | S        | 6:3, 6:4         |
| Australian Open Melbourne, Australien Grand Slam Hartplatz 14. – 27. Januar 2008                                         | 7      | AF    | Caroline Wozniacki  | 64      | S        | 6:1, 7:62        |
| Australian Open Melbourne, Australien Grand Slam Hartplatz 14. – 27. Januar 2008                                         | 8      | VF    | Venus Williams      | 8       | S        | 7:63, 6:4        |
| Australian Open Melbourne, Australien Grand Slam Hartplatz 14. – 27. Januar 2008                                         | 9      | HF    | Daniela Hantuchová  | 9       | S        | 0:6, 6:3, 6:4    |
| Australian Open Melbourne, Australien Grand Slam Hartplatz 14. – 27. Januar 2008                                         | 10     | F     | Marija Scharapowa   | 5       | N        | 5:7, 3:6         |
| |        |       |                     |         |          |                  |
| Fed Cup Budapest, Ungarn Fed Cup Teppich (Halle) 30. Januar – 2. Februar 2008                                            | 11     | K1    | Urszula Radwańska   | 215     | S        | 6:3, 6:1         |
| Fed Cup Budapest, Ungarn Fed Cup Teppich (Halle) 30. Januar – 2. Februar 2008                                            | 12     | K1    | Monica Niculescu    | 150     | S        | 5:7, 6:4, 7:5    |
| Fed Cup Budapest, Ungarn Fed Cup Teppich (Halle) 30. Januar – 2. Februar 2008                                            | 13     | K1    | Renée Reinhard      | 594     | S        | 6:2, 3:6, 6:3    |
| |        |       |                     |         |          |                  |
| Qatar Total Open Doha, Katar WTA Tier I Hartplatz 18. – 24. Februar 2008                                                 | –      | 1R    | Freilos             | Freilos | Freilos  | Freilos          |
| Qatar Total Open Doha, Katar WTA Tier I Hartplatz 18. – 24. Februar 2008                                                 | 14     | 2R    | Wolha Hawarzowa     | 50      | S        | 6:3, 6:1         |
| Qatar Total Open Doha, Katar WTA Tier I Hartplatz 18. – 24. Februar 2008                                                 | –      | AF    | Agnieszka Radwańska | 20      | kampflos | kampflos         |
| |        |       |                     |         |          |                  |
| Barclays Dubai Tennis Championships Dubai, Vereinigte Arabische Emirate WTA Tier II Hartplatz 25. Februar – 1. März 2008 | –      | 1R    | Freilos             | Freilos | Freilos  | Freilos          |
| Barclays Dubai Tennis Championships Dubai, Vereinigte Arabische Emirate WTA Tier II Hartplatz 25. Februar – 1. März 2008 | 15     | AF    | Nicole Vaidišová    | 15      | S        | 6:4, 6:0         |
| Barclays Dubai Tennis Championships Dubai, Vereinigte Arabische Emirate WTA Tier II Hartplatz 25. Februar – 1. März 2008 | 16     | VF    | Jelena Dementjewa   | 11      | N        | 7:5, 3:6, 3:6    |
| |        |       |                     |         |          |                  |
| Pacific Life Open Indian Wells, Vereinigte Staaten WTA Tier I Hartplatz 10. – 23. März 2008                              | –      | 1R    | Freilos             | Freilos | Freilos  | Freilos          |
| Pacific Life Open Indian Wells, Vereinigte Staaten WTA Tier I Hartplatz 10. – 23. März 2008                              | 17     | 2R    | Ioana Raluca Olaru  | 77      | S        | 6:1, 5:7, 6:0    |
| Pacific Life Open Indian Wells, Vereinigte Staaten WTA Tier I Hartplatz 10. – 23. März 2008                              | 18     | 3R    | Tathiana Garbin     | 45      | S        | 6:3, 6:0         |
| Pacific Life Open Indian Wells, Vereinigte Staaten WTA Tier I Hartplatz 10. – 23. März 2008                              | 19     | AF    | Francesca Schiavone | 22      | S        | 2:6, 7:5, 6:2    |
| Pacific Life Open Indian Wells, Vereinigte Staaten WTA Tier I Hartplatz 10. – 23. März 2008                              | 20     | VF    | Wera Swonarjowa     | 21      | S        | 6:1, 6:4         |
| Pacific Life Open Indian Wells, Vereinigte Staaten WTA Tier I Hartplatz 10. – 23. März 2008                              | 21     | HF    | Jelena Janković     | 4       | S        | 7:63, 6:3        |
| Pacific Life Open Indian Wells, Vereinigte Staaten WTA Tier I Hartplatz 10. – 23. März 2008                              | 22     | S     | Swetlana Kusnezowa  | 3       | S        | 6:4, 6:3         |
| |        |       |                     |         |          |                  |
| Sony Ericsson Open Key Biscayne, Vereinigte Staaten WTA Tier I Hartplatz 26. März – 6. April 2008                        | –      | 1R    | Freilos             | Freilos | Freilos  | Freilos          |
| Sony Ericsson Open Key Biscayne, Vereinigte Staaten WTA Tier I Hartplatz 26. März – 6. April 2008                        | 23     | 2R    | Émilie Loit         | 93      | S        | 6:1, 6:2         |
| Sony Ericsson Open Key Biscayne, Vereinigte Staaten WTA Tier I Hartplatz 26. März – 6. April 2008                        | 24     | 3R    | Lindsay Davenport   | 33      | N        | 4:6, 2:6         |
| |        |       |                     |         |          |                  |
| Fed Cup Zagreb, Kroatien Fed Cup Hartplatz (Halle) 26. – 27. April 2008                                                  | 25     | PO    | Nika Ožegović       | 150     | S        | 7:5, 6:1         |
| |        |       |                     |         |          |                  |
| Qatar Telecom German Open Berlin, Deutschland WTA Tier I Sand 5. – 11. Mai 2008                                          | –      | 1R    | Freilos             | Freilos | Freilos  | Freilos          |
| Qatar Telecom German Open Berlin, Deutschland WTA Tier I Sand 5. – 11. Mai 2008                                          | 26     | 2R    | Oqgul Omonmurodova  | 65      | S        | 7:60, 6:2        |
| Qatar Telecom German Open Berlin, Deutschland WTA Tier I Sand 5. – 11. Mai 2008                                          | 27     | AF    | Sybille Bammer      | 23      | S        | 7:5, 4:6, 6:4    |
| Qatar Telecom German Open Berlin, Deutschland WTA Tier I Sand 5. – 11. Mai 2008                                          | 28     | VF    | Ágnes Szávay        | 14      | S        | 3:6, 6:4, 6:3    |
| Qatar Telecom German Open Berlin, Deutschland WTA Tier I Sand 5. – 11. Mai 2008                                          | 29     | HF    | Jelena Dementjewa   | 9       | N        | 2:6, 5:7         |
| |        |       |                     |         |          |                  |
| Internazionali BNL d’Italia Rom, Italien WTA Tier I Sand 12. – 18. Mai 2008                                              | –      | 1R    | Freilos             | Freilos | Freilos  | Freilos          |
| Internazionali BNL d’Italia Rom, Italien WTA Tier I Sand 12. – 18. Mai 2008                                              | 30     | 2R    | Zwetana Pironkowa   | 64      | N        | 4:6, 7:5, 2:6    |
| |        |       |                     |         |          |                  |
| French Open Paris, Frankreich Grand Slam Sand 25. Mai – 8. Juni 2008                                                     | 31     | 1R    | Sofia Arvidsson     | 52      | S        | 6:2, 7:5         |
| French Open Paris, Frankreich Grand Slam Sand 25. Mai – 8. Juni 2008                                                     | 32     | 2R    | Lucie Šafářová      | 41      | S        | 6:2, 7:5         |
| French Open Paris, Frankreich Grand Slam Sand 25. Mai – 8. Juni 2008                                                     | 33     | 3R    | Caroline Wozniacki  | 34      | S        | 6:4, 6:1         |
| French Open Paris, Frankreich Grand Slam Sand 25. Mai – 8. Juni 2008                                                     | 34     | AF    | Petra Cetkovská     | 77      | S        | 6:0, 6:0         |
| French Open Paris, Frankreich Grand Slam Sand 25. Mai – 8. Juni 2008                                                     | 35     | VF    | Patty Schnyder      | 11      | S        | 6:3, 6:2         |
| French Open Paris, Frankreich Grand Slam Sand 25. Mai – 8. Juni 2008                                                     | 36     | HF    | Jelena Janković     | 3       | S        | 6:4, 3:6, 6:4    |
| French Open Paris, Frankreich Grand Slam Sand 25. Mai – 8. Juni 2008                                                     | 37     | S     | Dinara Safina       | 14      | S        | 6:4, 6:3         |
| |        |       |                     |         |          |                  |
| Wimbledon Championships London, Vereinigtes Königreich Grand Slam Rasen 23. Juni – 6. Juli 2008                          | 38     | 1R    | Rossana de los Ríos | 103     | S        | 6:1, 6:2         |
| Wimbledon Championships London, Vereinigtes Königreich Grand Slam Rasen 23. Juni – 6. Juli 2008                          | 39     | 2R    | Nathalie Dechy      | 97      | S        | 6:72, 7:63, 10:8 |
| Wimbledon Championships London, Vereinigtes Königreich Grand Slam Rasen 23. Juni – 6. Juli 2008                          | 40     | 3R    | Zheng Jie           | 133     | N        | 1:6, 4:6         |
| |        |       |                     |         |          |                  |
| Rogers Cup Montreal, Kanada WTA Tier I Hartplatz 28. Juli – 3. August 2008                                               | –      | 1R    | Freilos             | Freilos | Freilos  | Freilos          |
| Rogers Cup Montreal, Kanada WTA Tier I Hartplatz 28. Juli – 3. August 2008                                               | 41     | 2R    | Petra Kvitová       | 64      | S        | 6:3, 4:6, 6:3    |
| Rogers Cup Montreal, Kanada WTA Tier I Hartplatz 28. Juli – 3. August 2008                                               | 42     | AF    | Tamira Paszek       | 94      | N        | 2:6, 6:1, 2:6    |
| |        |       |                     |         |          |                  |
| US Open New York City, Vereinigte Staaten Grand Slam Hartplatz 25. August – 8. September 2008                            | 43     | 1R    | Wera Duschewina     | 57      | S        | 6:1, 4:6, 6:4    |
| US Open New York City, Vereinigte Staaten Grand Slam Hartplatz 25. August – 8. September 2008                            | 44     | 2R    | Julie Coin          | 188     | N        | 3:6, 6:4, 3:6    |
| |        |       |                     |         |          |                  |
| Toray Pan Pacific Open Tokio, Japan WTA Tier I Hartplatz 15. – 21. September 2008                                        | –      | 1R    | Freilos             | Freilos | Freilos  | Freilos          |
| Toray Pan Pacific Open Tokio, Japan WTA Tier I Hartplatz 15. – 21. September 2008                                        | 45     | AF    | Nadja Petrowa       | 20      | N        | 1:6, 6:1, 2:6    |
| |        |       |                     |         |          |                  |
| China Open Peking, Volksrepublik China WTA Tier II Hartplatz 22. – 28. September 2008                                    | –      | 1R    | Freilos             | Freilos | Freilos  | Freilos          |
| China Open Peking, Volksrepublik China WTA Tier II Hartplatz 22. – 28. September 2008                                    | 46     | AF    | Alizé Cornet        | 19      | S        | 6:1, 7:61        |
| China Open Peking, Volksrepublik China WTA Tier II Hartplatz 22. – 28. September 2008                                    | 47     | VF    | Zheng Jie           | 30      | N        | 6:74, 6.2, 4:6   |
| |        |       |                     |         |          |                  |
| Kremlin Cup Moskau, Russland WTA Tier I Hartplatz (Halle) 4. – 12. Oktober 2008                                          | –      | 1R    | Freilos             | Freilos | Freilos  | Freilos          |
| Kremlin Cup Moskau, Russland WTA Tier I Hartplatz (Halle) 4. – 12. Oktober 2008                                          | 48     | AF    | Dominika Cibulková  | 20      | N        | 6:3, 2:6, 6:74   |
| |        |       |                     |         |          |                  |
| Tennis.com Zurich Open Zürich, Schweiz WTA Tier II Hartplatz (Halle) 13. – 19. Oktober 2008                              | –      | 1R    | Freilos             | Freilos | Freilos  | Freilos          |
| Tennis.com Zurich Open Zürich, Schweiz WTA Tier II Hartplatz (Halle) 13. – 19. Oktober 2008                              | 49     | AF    | Marion Bartoli      | 16      | S        | 6:2, 6:4         |
| Tennis.com Zurich Open Zürich, Schweiz WTA Tier II Hartplatz (Halle) 13. – 19. Oktober 2008                              | 50     | VF    | Petra Kvitová       | 57      | S        | 6:1, 6:4         |
| Tennis.com Zurich Open Zürich, Schweiz WTA Tier II Hartplatz (Halle) 13. – 19. Oktober 2008                              | 51     | HF    | Venus Williams      | 9       | N        | 6:4, 3:6, 4:6    |
| |        |       |                     |         |          |                  |
| Generali Ladies Linz Linz, Österreich WTA Tier II Hartplatz (Halle) 20. – 26. Oktober 20085                              | –      | 1R    | Freilos             | Freilos | Freilos  | Freilos          |
| Generali Ladies Linz Linz, Österreich WTA Tier II Hartplatz (Halle) 20. – 26. Oktober 20085                              | 52     | AF    | Sybille Bammer      | 26      | S        | 6:4, 6:2         |
| Generali Ladies Linz Linz, Österreich WTA Tier II Hartplatz (Halle) 20. – 26. Oktober 20085                              | 53     | VF    | Flavia Pennetta     | 14      | S        | 6:4, 6:4         |
| Generali Ladies Linz Linz, Österreich WTA Tier II Hartplatz (Halle) 20. – 26. Oktober 20085                              | 54     | HF    | Agnieszka Radwańska | 10      | S        | 6:2, 3:6, 7:5    |
| Generali Ladies Linz Linz, Österreich WTA Tier II Hartplatz (Halle) 20. – 26. Oktober 20085                              | 55     | S     | Wera Swonarjowa     | 9       | S        | 6:2, 6:1         |
| |        |       |                     |         |          |                  |
| WTA Championships Doha, Katar WTA Championships Hartplatz 4. – 9. November 2008                                          | 56     | RR    | Jelena Janković     | 1       | N        | 3:6, 4:6         |
| WTA Championships Doha, Katar WTA Championships Hartplatz 4. – 9. November 2008                                          | 57     | RR    | Wera Swonarjowa     | 9       | N        | 3:6, 7:65, 4:6   |

### Doppel
| Turniere | Spiele | Runde | Gegnerinnen                           | Rang | S/N | Ergebnis           |
| --- | ------ | ----- | ------------------------------------- | ---- | --- | ------------------ |
| Fed Cup Budapest, Ungarn Fed Cup Teppich (Halle) 30. Januar – 2. Januar 2008 Partnerin: Jelena Janković        | 1      | K1    | Sorana Cîrstea Monica Niculescu       |      | S   | 2:6, 7:63, 7:62    |
| |        |       |                                       |      |     |                    |
| Kremlin Cup Moskau, Russland WTA Tier I Hartplatz (Halle) 4. – 12. Oktober 2008 Partnerin: Francesca Schiavone | 2      | 1R    | Jelena Wesnina Nuria Llagostera Vives |      | S   | 7:61, 6:75, [10:5] |
| Kremlin Cup Moskau, Russland WTA Tier I Hartplatz (Halle) 4. – 12. Oktober 2008 Partnerin: Francesca Schiavone | VF     | AF    | Cara Black Liezel Huber               |      | N   | 2:6, 6:4, [7:10]   |

## Saisonzahlen

### Frau gegen Frau
Die fett dargestellten Spielerinnen waren wenigstens bei einem Match in den Top 10 der Weltrangliste platziert.
| - Sofia Arvidsson 1:0 - Sybille Bammer 2:0 - Marion Bartoli 1:0 - Petra Cetkovská 1:0 - Dominika Cibulková 0:1 - Sorana Cîrstea 1:0 - Julie Coin 0:1 - Alizé Cornet 1:0 - Lindsay Davenport 0:1 - Rossana de los Ríos 1:0 - Nathalie Dechy 1:0 - Jelena Dementjewa 0:2 - Wera Duschewina 1:0 - Tathiana Garbin 2:0 - Daniela Hantuchová 1:0 | - Wolha Hawarzowa 1:0 - Justine Henin 0:1 - Jelena Janković 2:1 - Swetlana Kusnezowa 1:0 - Petra Kvitová 2:0 - Émilie Loit 1:0 - Monica Niculescu 1:0 - Nika Ožegović 0:1 - Ioana Raluca Olaru 1:0 - Oqgul Omonmurodova 1:0 - Tamira Paszek 0:1 - Flavia Pennetta 1:0 - Nadja Petrowa 0:1 - Zwetana Pironkowa 0:1 - Agnieszka Radwańska 1:0 | - Urszula Radwańska 1:0 - Virginie Razzano 1:0 - Renée Reinhard 1:0 - Marija Scharapowa 0:1 - Francesca Schiavone 1:0 - Patty Schnyder 1:0 - Lucie Šafářová 1:0 - Dinara Safina 1:0 - Katarina Srebotnik 2:0 - Wera Swonarjowa 2:1 - Ágnes Szávay 1:0 - Nicole Vaidišová 1:0 - Venus Williams 1:1 - Caroline Wozniacki 2:0 - Zheng Jie 0:2 |

### Top-10-Spiele
| S/N        | S:N | Gegnerin            | Rang 1 | Turnier                          | Belag             | Runde | Ergebnis       | Rang 2 |
| ---------- | --- | ------------------- | ------ | -------------------------------- | ----------------- | ----- | -------------- | ------ |
| Niederlage | 0:1 | Justine Henin       | 1      | Sydney, Australien               | Hartplatz         | HF    | 2:6, 6:2, 4:6  | 4      |
| Sieg       | 1:1 | Venus Williams      | 8      | Australian Open, Australien      | Hartplatz         | VF    | 7:63, 6:4      | 3      |
| Sieg       | 2:1 | Daniela Hantuchová  | 9      | Australian Open, Australien      | Hartplatz         | HF    | 0:6, 6:3, 6:4  | 3      |
| Niederlage | 2:2 | Marija Scharapowa   | 5      | Australian Open, Australien      | Hartplatz         | F     | 5:7, 3:6       | 3      |
| Sieg       | 3:2 | Jelena Janković     | 4      | Indian Wells, Vereinigte Staaten | Hartplatz         | HF    | 7:63, 6:3      | 2      |
| Sieg       | 4:2 | Swetlana Kusnezowa  | 3      | Indian Wells, Vereinigte Staaten | Hartplatz         | S     | 6:4, 6:3       | 2      |
| Niederlage | 4:3 | Jelena Dementjewa   | 9      | Berlin, Deutschland              | Sand              | HF    | 2:6, 5:7       | 2      |
| Sieg       | 5:3 | Jelena Janković     | 3      | French Open, Frankreich          | Sand              | HF    | 6:4, 3:6, 6:4  | 2      |
| Niederlage | 5:4 | Venus Williams      | 9      | Zürich, Schweiz                  | Hartplatz (Halle) | HF    | 6:4, 3:6, 4:6  | 4      |
| Sieg       | 6:4 | Agnieszka Radwańska | 10     | Linz, Österreich                 | Hartplatz (Halle) | HF    | 6:2, 3:6, 7:5  | 4      |
| Sieg       | 7:4 | Wera Swonarjowa     | 9      | Linz, Österreich                 | Hartplatz (Halle) | S     | 6:2, 6:1       | 4      |
| Niederlage | 7:5 | Jelena Janković     | 1      | Doha, Katar                      | Hartplatz         | RR    | 3:6, 4:6       | 4      |
| Niederlage | 7:6 | Wera Swonarjowa     | 9      | Doha, Katar                      | Hartplatz         | RR    | 3:6, 7:65, 4:6 | 4      |

### Weltranglistenposition
| gestiegen | gefallen |

 Einzel 
| Woche | 1  | 2  | 3  | 4  | 5  | 6  | 7  | 8  | 9  | 10 | 11 | 12 | 13 | 14 | 15 | 16 | 17 | 18 | 19 | 20 | 21 | 22 | 23 |
| Rang  | 4  | 4  | 3  | 3  | 2  | 2  | 2  | 3  | 2  | 2  | 2  | 2  | 2  | 2  | 2  | 2  | 2  | 2  | 2  | 3  | 2  | 2  | 2  |
|       |    |    |    |    |    |    |    |    |    |    |    |    |    |    |    |    |    |    |    |    |    |    |    |
| Woche | 24 | 25 | 26 | 27 | 28 | 29 | 30 | 31 | 32 | 33 | 34 | 35 | 36 | 37 | 38 | 39 | 40 | 41 | 42 | 43 | 44 | 45 | 46 |
| Rang  | 1  | 1  | 1  | 1  | 1  | 1  | 1  | 1  | 1  | 2  | 1  | 1  | 1  | 3  | 3  | 4  | 5  | 5  | 4  | 4  | 4  | 4  | 5  |

### Preisgeld
| Einzel          |           |            |
| Turnier         | Preisgeld | Summe      |
| Sydney          | $26.700   | $26.700    |
| Australian Open | AU$       | $599.240   |
| Doha            | $27.900   | $627.140   |
| Dubai           | $37.550   | $664.690   |
| Indian Wells    | $332.000  | $996.690   |
| Key Biscayne    | $20.400   | $1.017.090 |
| Berlin          | $51.000   | $1.068.090 |
| Rom             | $6.590    | $1.074.680 |
| French Open     | €         | $2.464.858 |
| Wimbledon       | £28.125   | $          |
| Montreal        | $13.000   | $          |
| US Open         | $         | $2.563.675 |
| Tokio           | $16.370   | $2.580.045 |
| Peking          | $14.600   | $2.594.645 |
| Moskau          | $16.370   | $2.611.015 |
| Zürich          | $27.300   | $2.638.315 |
| Linz            | $95.500   | $2.733.815 |
| Championships   | $100.000  | $2.833.815 |
|                 |           | $2.833.815 |

| Doppel  |           |        |
| Turnier | Preisgeld | Summe  |
| Moskau  | $4.575    | $4.575 |
|         |           | $4.575 |

| Gesamt |            |
| Einzel | $2.833.815 |
| Doppel | $4.575     |
|        | $2.838.380 |